# Seidlvilla

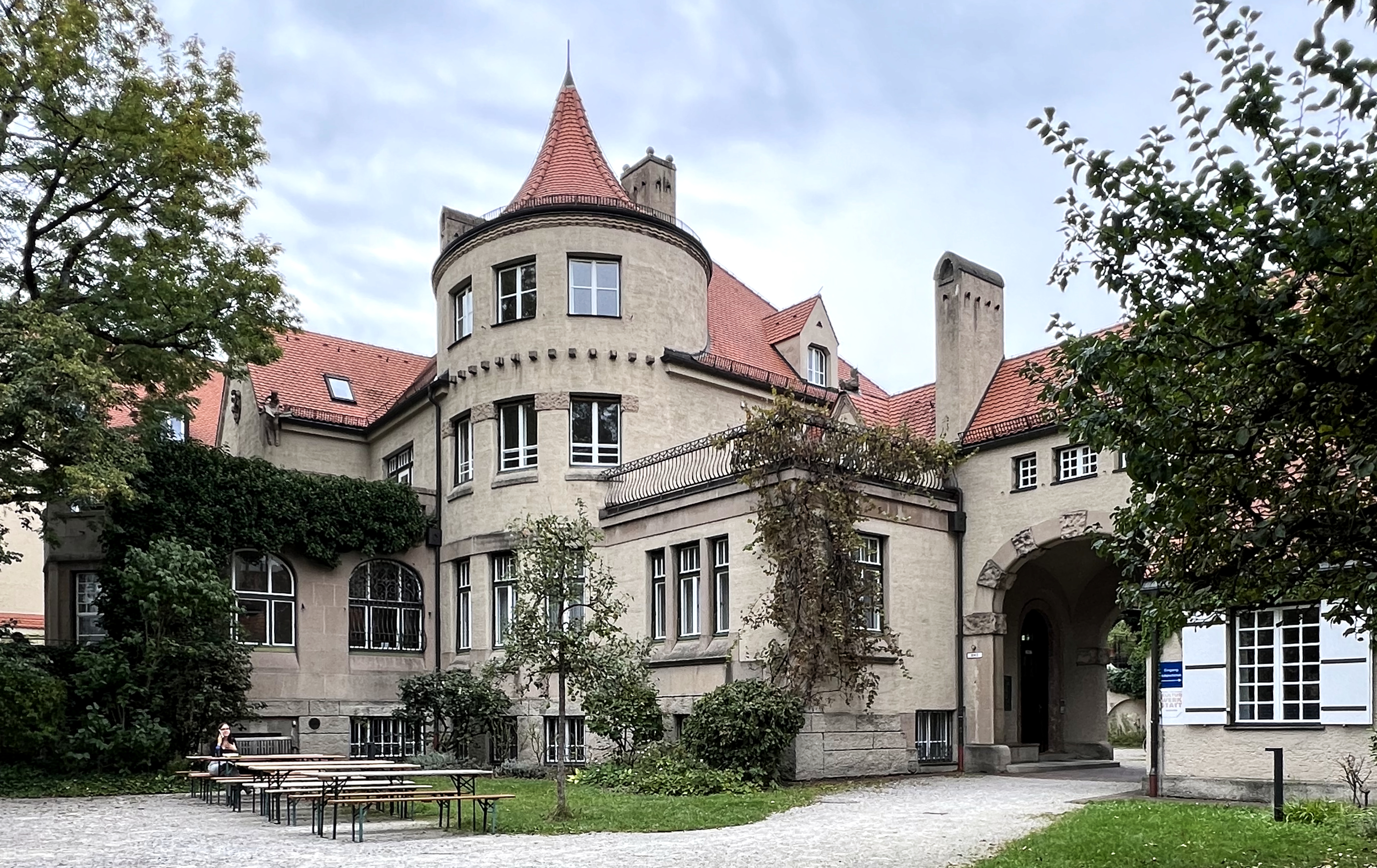
Seidlvilla, 2024

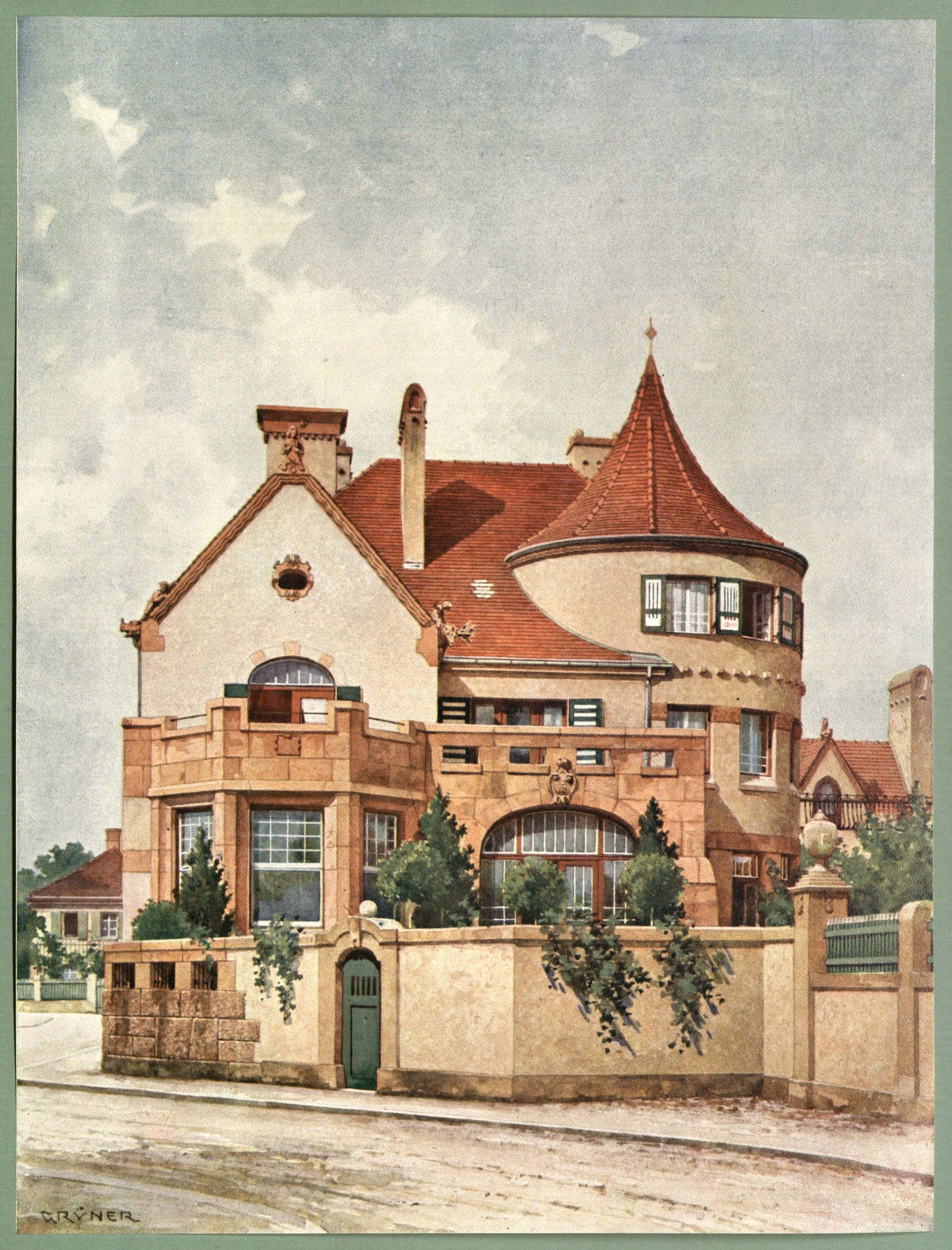
Seidlvilla, um 1905

Die Seidlvilla (auch Villa Lautenbacher) ist eine 1905 erbaute Villa am Nikolaiplatz 1 b im Münchner Stadtteil Schwabing. Architekt war Emanuel von Seidl.
Die Villa ist im Stil der deutschen Renaissance mit Jugendstilformen gebaut. Die Anlage bestand ursprünglich aus einem herrschaftlichen Wohnhaus mit einem Nebentrakt für Remise, Stall und Kutscherwohnung, umfriedet von einer Gartenmauer mit vasenbekrönten Pfeilern.

## Geschichte
Bauherrin der Villa war Franziska Lautenbacher, deren Vermögen aus ihrer ersten Ehe mit einem der Firmeninhaber der Brauerei Spaten stammte. Nach dem Tod der Erstbesitzer in den 1930er Jahren wechselte das Anwesen mehrmals seinen Besitzer und Nutzer.
1970 legten Investoren eine Planung vor, die den Abriss der Villa und eine Bebauung des gesamten Straßenblocks vorsah. 1971 wurde das Grundstück an einen anderen Bauentwickler verkauft, der das Haupthaus erhalten, aber im Gartengrundstück einen Neubau errichten wollte. Der in der Nachbarschaft wohnende Architekt Meinrad von Ow und der Verein Münchner Forum gründeten ein Bürgerkomitee und informierten Anwohner, Bezirksausschuss, Stadtrat, die Denkmalschutzbehörden und die Presse. Sie stellten eine Vielzahl von Anträgen und forderten, die seit 1900 gewachsene Bebauung und das stark begrünte Ensemble rund um den Nikolaiplatz zu erhalten. Außerdem wollten sie eine Öffnung des Gartens für die Öffentlichkeit und die Verkehrsberuhigung des Platzes. 1975 wurde die Seidlvilla in die Denkmalliste aufgenommen. Im Mai 1976 beschloss der Stadtrat den Ankauf der Villa und ihren Erhalt.

1. Obergeschoss mit Treppenaufgang

In der Zwischenzeit wurde das Gebäude mehrfach für Filmaufnahmen vermietet. So wurden zahlreiche Episoden des Schulmädchen-Reports in der Villa gedreht. Darüber hinaus wurde dort auch 1972 die Folge Schwester Ignatia der erfolgreichen Krimireihe Der Kommissar mit Erik Ode gedreht.
Verschiedene Einrichtungen meldeten ihr Nutzungsinteresse an der Villa an. Die Internationale Jugendbibliothek wollte einziehen, ein Bürgerzentrum bzw. kulturpädagogisches Zentrum wurden geplant, das Goethe-Institut überlegte, seine Zentrale in der Seidlvilla einzurichten, ebenso die Münchner Volkshochschule und Pro Familia. Auch eine teilweise kommerzielle Nutzung war im Gespräch. 1978 gründete sich der gemeinnützige Verein Bürgerzentrum Seidlvilla und forderte, dass ein Haus, das nur durch den Einsatz der Bürger gerettet wurde, auch von Bürgern genutzt werden müsse.
Im selben Jahr 1978 beantragte der Freistaat Bayern, im Gebäude übergangsweise ein Polizeirevier einrichten zu können, da ein Neubau im Stadtbezirk geplant, aber nicht zeitnah umzusetzen war. Entgegen ersten Überlegungen genehmigte der Stadtrat diese Nutzung im Sommer 1979 für drei Jahre. Weil der Neubau sich verzögerte, blieb die Polizeiwache bis 1987 im Gebäude.
Der Verein Bürgerzentrum Seidlvilla hielt in der Zwischenzeit seinen Anspruch mit Kulturveranstaltungen aufrecht. 1986 übertrug der Stadtrat ihm die Trägerschaft und im Oktober 1987 begann provisorisch die ständige Nutzung. Nachdem die Finanzierung gesichert war, wurde das Gebäude 1989 bis 1991 renoviert und für die neue Nutzung umgebaut. Anfang Juni 1991 wurde das Bürgerzentrum Seidlvilla mit einem Kulturprogramm eröffnet.
Heutige Eigentümerin ist die Landeshauptstadt München. Sie fördert das Haus mit einer jährlichen Zuwendung aus Mitteln des Kultur- und des Sozialreferats. Die Villa steht seither gemeinnützigen Vereinen und der Münchner Volkshochschule für Veranstaltungen zur Verfügung. Der Bezirksausschuss Schwabing, das Stadtteilarchiv, der Seidlvilla-Verein und die lokale Nachbarschaftshilfe haben im Gebäude ihren Sitz.
Zu den regelmäßigen Nutzern gehört auch der 1948 gegründete Seerosenkreis e. V. für literarische und bildende Künstler, der dort Veranstaltungen, beispielsweise die jährliche Weihnachtslesung am Kamin, durchführt. Zu seinen Mitgliedern zählen Walter Zauner, Maria Peschek, Winfried Zehetmeier, Gert Heidenreich, Brigitta Rambeck, Anatol Regnier, Robert Hültner, Asta Scheib, Dagmar Nick und Michael Skasa.
Weitere Nutzer sind der Deutsche Werkbund Bayern und andere Vereine.